# Армавир (Русија)
Армавир (Русија) (рус. Армавир) град је у Русији у Краснодарском крају, 220 километара југоисточно од Краснодара. Смјештен је на лијевој обали ријеке Кубањ. Армавир је важна жељезничка тачка, кроз коју пролазе пруге Сјеверно-кавкаских жељезница до Туапинског и Ростовског рејона. Према попису становништва из 2010. у граду је живело 188.897 становника.

## Историја
Године 1839. основано је село Јерменски аул, на обали ријеке Кубањ, преко пута руске тврђаве Прочног Окопа. Ту је, по налогу генерала Григорија Христофоровича Заса пресељено око 800 јерменских породица из черкеских села (черкесогаја). Почетком 19. вијека, када је завршена исламизација Адигејаца и у ратним условима на Кавказу, положај Јермена је постао критичан.
Године 1848. насеље је, на иницијативу јерменског свештеника Петроса Паткањана добило име Армавирски аул, у част древне јерменске престонице, Армавира. Године 1875. кроз Армавир је пуштена Владикавкаска жељезничка пруга, да би већ сљедеће године овај аул добио статус села.
Године 1908. започета је градња жељезничке пруге Армавир-Туапински, а 6 година касније, 23. марта 1914, по налогу цара Николаја II, Армавир је добио статус града.

## Становништво
Према прелиминарним подацима са пописа, у граду је 2010. живело 188.897 становника, 5.067 (2,61%) мање него 2002.
| 1939.  | 1959.   | 1970.   | 1979.   | 1989.   | 2002.   | 2010.   |
| ------ | ------- | ------- | ------- | ------- | ------- | ------- |
| 83.651 | 110.994 | 145.384 | 161.539 | 160.983 | 193.964 | 188.897 |

## Економија
У Армавиру постоје млијечна, уљна и месна индустрија. Од машинске и металне индустрије, ту су електромеханички и електротехнички завод, жељезничка индустрија и тешка металургија. У граду још постоје и хемијска и петрохемијска индустрија (Армавирски завод за производњу гумених предмета, АЗРИ), лака индустрија, производња конзерви итд.

## Админстративна подела
Град Армавир је директно подређен Краснодарском крају и састоји се од самог градског насеља Армавир и три подређена сеоска окгуга.

## Култура
У Армавиру се налази 262 историјска и културна споменика, 13 налазишта из раног гвозденог и раног и средњег бронзаног доба. Ту су још и историјски музеј из 1904. године, двије школе за музику и сликарство, четрнаест библиотека, градски дворац културе, осам клубова, два биоскопа и драмско и хумористичко позориште.

## Партнерски градови
- Армавир
- Гомељ